# UEFAチャンピオンズカップ 1990-91 決勝
UEFAチャンピオンズカップ 1990-91 決勝は、UEFAチャンピオンズカップ 1990-91の決勝戦であり、36回目のUEFAチャンピオンズカップの決勝戦である。1991年5月29日にイタリア・バーリのスタディオ・サン・ニコラで行われ、レッドスター・ベオグラードが初優勝を果たした。

## 決勝戦までの道のり
| レッドスター・ベオグラード | レッドスター・ベオグラード | レッドスター・ベオグラード | レッドスター・ベオグラード | ラウンド | オリンピック・マルセイユ | オリンピック・マルセイユ | オリンピック・マルセイユ | オリンピック・マルセイユ |
| -------------------------- | -------------------------- | -------------------------- | -------------------------- | -------- | ------------------------ | ------------------------ | ------------------------ | ------------------------ |
| 対戦相手                   | 合計                       | 第1戦                      | 第2戦                      |          | 対戦相手                 | 合計                     | 第1戦                    | 第2戦                    |
| グラスホッパー             | 5-2                        | 1-1 (H)                    | 4-1 (A)                    | 1回戦    | ディナモ・ティラナ       | 5-1                      | 5-1 (H)                  | 0-0 (A)                  |
| レンジャーズ               | 4-1                        | 3-0 (H)                    | 1-1 (A)                    | 2回戦    | レフ・ポズナン           | 8-4                      | 2-3 (A)                  | 6-1 (H)                  |
| ディナモ・ドレスデン       | 6-0                        | 3-0 (H)                    | 3-0 (A)                    | 準々決勝 | ミラン                   | 4-1                      | 1-1 (A)                  | 3-0 (H)                  |
| バイエルン・ミュンヘン     | 4-3                        | 2-1 (A)                    | 2-2 (H)                    | 準決勝   | スパルタク・モスクワ     | 5-2                      | 3-1 (A)                  | 2-1 (H)                  |

## 試合

### 概要
前半は慎重な立ち上がりになり、マルセイユはパパンのシュートが右に外れ、レッドスターはビニッチのシュートがサイドネットに突き刺さった。その後レッドスターにはビニッチやパンチェフのドリブル突破、マルセイユにはパパンのシュートもあったがゴールにはならなかった。
後半はマルセイユがボールを支配してレッドスターは自陣に引く展開になり、カゾニのヘディングやワドルのフリーキックはストヤノヴィッチがセーブし、パパンのドリブル突破も守備陣が防いだ。マルセイユは終盤にパパンとヴェルクリュイスのクロスに共にワドルがヘディングで合わせたが枠を外れた。マルセイユは引いたレッドスターを崩せずただボールを回す場面が多くなり、レッドスターはカウンターで散発的にチャンスを作った。
延長戦はさらに動きが少なくなり、レッドスターはPK戦に持ち込むことを狙っているようにも見られた。マルセイユは昨シーズンまでレッドスターのキャプテンだったストイコヴィッチを投入したが、結局0-0のスコアレスのまま120分を終えPK戦によって勝敗を決することになった。
PK戦はレッドスターが先攻でプロシネチュキが成功すると、アモロスが左に蹴ったキックをストヤノヴィッチがストップした。その後は両クラブ共に4人目まで成功すると、レッドスターの5人目パンチェフが初優勝を決めるキックを蹴り込んだ。
レッドスターのペトロヴィッチ監督は試合後の記者会見でPK戦での決着を狙っていたという趣旨の発言をした。
レッドスターは守備ではナイドスキがパパンを、シャバナジョヴィッチがペレを、マロヴィッチがワドルをマークしベロデディッチがリベロを務めた。また中盤からユゴヴィッチが右サイドを、ミハイロヴィッチが左サイドをカバーするように下がったため、結果的に全体が引き気味になり、味方からのバックパスをストヤノヴィッチがキャッチする場面が目立った。攻撃ではカウンター中心だったがプロシネチュキが組み立てサヴィチェヴィッチがドリブル突破、ビニッチが右サイドに開き、低い位置からミハイロヴィッチが左サイドを攻め上がって絡み、パンチェフが最前線の中央に構えた。

### 詳細
| レッドスター・ベオグラード                                         | 0 - 0 (延長) | オリンピック・マルセイユ        |
| ------------------------------------------------------------------ | ------------ | ------------------------------- |
|                                                                    | レポート     |                                 |
| PK戦                                                               |              |                                 |
| プロシネチュキ ビニッチ ベロデディッチ ミハイロヴィッチ パンチェフ | 5 - 3        | アモロス カゾニ パパン モーゼル |

| レッドスター | マルセイユ |

| GK                       | 1  | ステヴァン・ストヤノヴィッチ   |      |      |
| RB                       | 4  | レフィク・シャバナジョヴィッチ |      |      |
| CB                       | 6  | イリヤ・ナイドスキ             |      |      |
| CB                       | 5  | ミオドラグ・ベロデディッチ     |      |      |
| LB                       | 3  | スロボダン・マロヴィッチ       | 61分 |      |
| RM                       | 10 | デヤン・サヴィチェヴィッチ     |      | 84分 |
| CM                       | 2  | ヴラディミル・ユゴヴィッチ     |      |      |
| CM                       | 8  | シニシャ・ミハイロヴィッチ     | 40分 |      |
| LM                       | 7  | ロベルト・プロシネチュキ       |      |      |
| CF                       | 11 | ドラギシャ・ビニッチ           | 26分 |      |
| CF                       | 9  | ダルコ・パンチェフ             |      |      |
| 控え                     |    |                                |      |      |
| GK                       | 12 | ミリッチ・ヨヴァノヴィッチ     |      |      |
| MF                       | 13 | イヴィツァ・モムチロヴィッチ   |      |      |
| DF                       | 14 | ラデ・トシッチ                 |      |      |
| MF                       | 15 | ヴラダ・ストシッチ             |      | 84分 |
| FW                       | 16 | ヴラダン・ルキッチ             |      |      |
| 監督                     |    |                                |      |      |
| リュプコ・ペトロヴィッチ |    |                                |      |      |

| GK                 | 1  | パスカル・オルメタ           |      |       |
| CB                 | 4  | バジール・ボリ               | 28分 |       |
| CB                 | 5  | カルロス・モーゼル           |      |       |
| CB                 | 7  | ベルナール・カゾニ           |      |       |
| RWB                | 2  | マニュエル・アモロス         |      |       |
| LWB                | 3  | エリック・ディ・メコ         |      | 112分 |
| CM                 | 11 | ローラン・フルニエ           |      | 75分  |
| CM                 | 6  | ブリュノ・ジェルマン         |      |       |
| RW                 | 8  | クリス・ワドル               |      |       |
| CF                 | 9  | ジャン＝ピエール・パパン     |      |       |
| LW                 | 10 | アベディ・ペレ               |      |       |
| 控え               |    |                              |      |       |
| MF                 | 12 | ドラガン・ストイコヴィッチ   |      | 112分 |
| MF                 | 13 | フィリップ・ヴェルクリュイス |      | 75分  |
| MF                 | 14 | ジャン・ティガナ             |      |       |
| DF                 | 15 | エリック・ムラ               |      |       |
| GK                 | 16 | アラン・カサノヴァ           |      |       |
| 監督               |    |                              |      |       |
| レイモン・ゲタルス |    |                              |      |       |